# Oamaru Mail Office
Das Oamaru Mail Office ist ein historisches Bauwerk in der Tyne Street im viktorianischen Stadtkern der neuseeländischen Stadt Oamaru in der Region Otago.
Das zweistöckige Gebäude wurde 1884 nach Entwürfen der Architekten Forrester & Lemon als Büro für die Zeitung Oamaru Mail erbaut. Ein anliegendes einstöckiges Gebäude wurde von den Sattlern Hodge & Jones genutzt. Nachdem die beiden Unternehmen 1906 bzw. 1908 an andere Standorte gezogen waren, wurde die Immobilie 1909 von Neil Gilchrist erworben, der sie 1912 an die Waitaki Dairy Company verkaufte. 1939 ging sie in das Eigentum der Peninsula Milk Supply Company Ltd und The Cooperative Dairy Company der Otago Ltd über. In den 1940er Jahren waren Ingenieurbüros wie die North Otago Engineering Company und später Gillies Engineering Company im Gebäude ansässig. In der Gegenwart ist dort die Kunstgalerie Crucible Gallery zu finden.
Am 9. September 1986 wurde das Gebäude vom New Zealand Historic Places Trust unter der Nummer 3365 als Denkmal der Kategorie 2 (Historic Place Category II) eingestuft.
Es ist Teil des als Harbour/Tyne Street Historic Area unter Schutz gestellten Hafenviertels.